# 광저우 지하철 4호선
광저우 지하철 4호선(广州地铁4号线)은 중국 광둥성 광저우시에 있는 톈허 구의황춘 역(黃村站)에서 난사구의 난사커윈강 역（南沙客运港）까지를 연결하는 지하철 노선으로  녹색 라인 이다. 광저우 지하철 종합 공사가 운영한다.

## 개요
광저우 지하철 4호선은 광저우 전체 지하철 중 5호선과 함께 리니어 모터를 사용한 차량이다. 리니어 모터는 회전 운동 대신에 직선 운동을 한다고 해서 붙여진 이름이며, 자기부상열차와는 아무런 관련이 없다. 최대 경사가 55 ‰가 있는 구간이 있기 때문에 이 방식을 채용하였다. 차량은 가와사키 중공업이 제작을 맡았으며, 리니어 모터 구동 방식을 채택한 노선 중에서는 세계에서 가장 빠른 것이다.
단독 / ATO(자동 열차 운전 장치) 운전을 실시하도 있다. 또한 모든 역에 스크린 도어를 완비하였다.

## 역사
- 2017년 12월 28일: 칭성역, 페이사자오 역 - 난사커윈강 역 구간 개통
- 2010년 9월 25일: 체베이난 역 - 황춘 역 구간 개통
- 2009년 12월 28일: 완성웨이 역 - 체베이난 역 구간 개통
- 2007년 7월 28일: 황거 역 - 진저우 역 구간 개통
- 2006년 12월 30일: 씬자오 역 - 황그 역 개통 (관챠오, 칭셩은 제외)
- 2005년 12월 26일 :완성웨이 역 - 진자오 역 구간 개통

## 사용 차량
- 광저우 지하철 4호선에 편성된 4량 차량

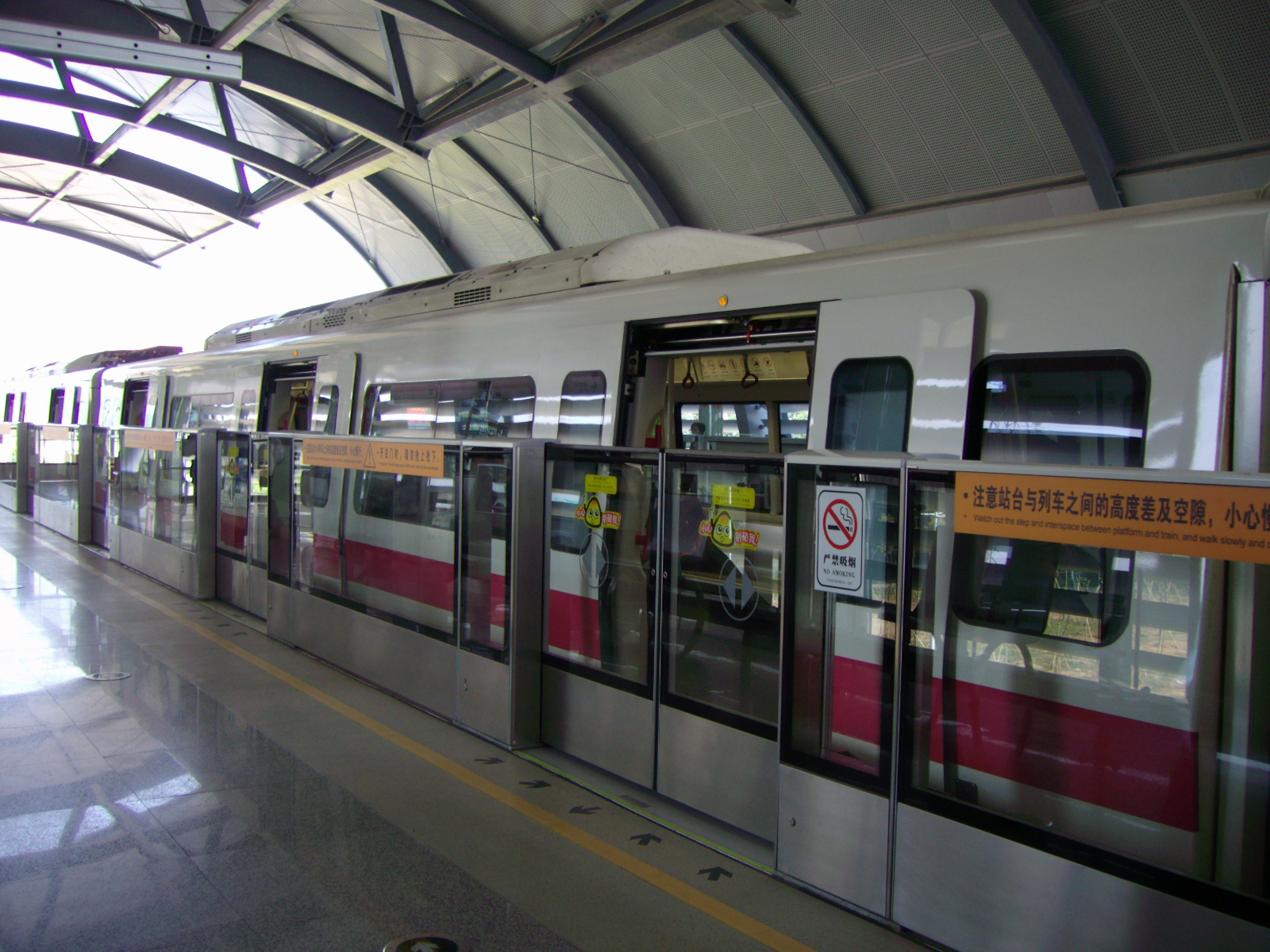
04형 외관
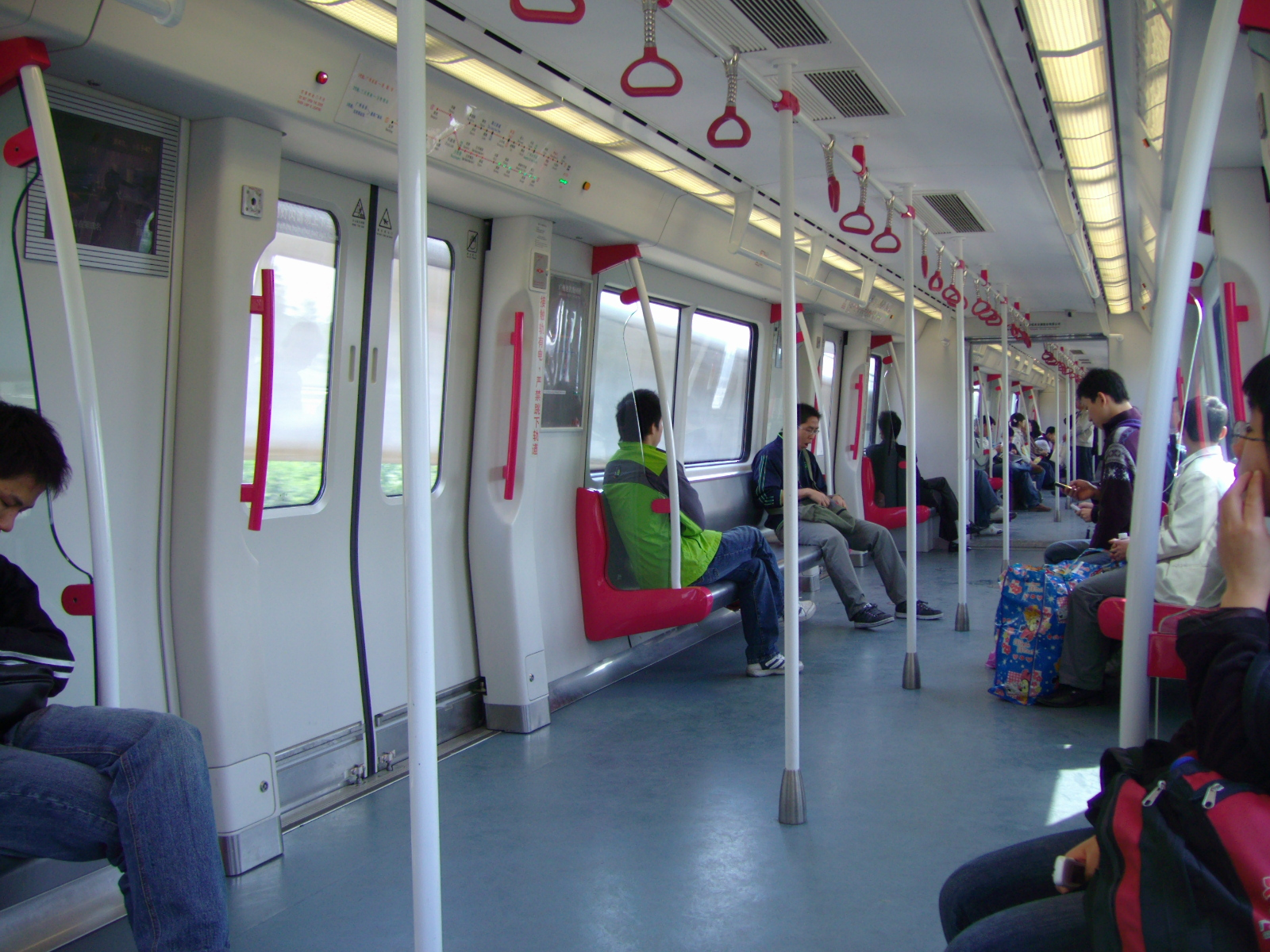
04형 실내

## 노선 정보
- 노선 거리 (영업 거리): 43.6km (미개통 구간 제외)
- 궤간: 1435mm (표준궤)
- 역 수: 23 역 (미개통 역 제외)
- 복선 구간: 전 노선
- 전철화 구간: 전 구간 (직류1500V 셋째 궤조 방식)
- 차량 기지: 신자오 차량 기지
- 지상 구간: 관차오역 ~진저우 역 구간
- 주행 방향: 우측 통행

## 역 목록
- 배경색 ■ 부분에 기울임체로 쓰여진 역명은 아직 공사가 완전히 끝나지 않은 구간이다.

| 번호  | 역명       | 중국어     | 영어표기                           | 영업거리 | 환승              | 위치     |
| ----- | ---------- | ---------- | ---------------------------------- | -------- | ----------------- | -------- |
| 4호선 |            |            |                                    |          |                   |          |
| 424   | 황춘       | 黃村       | Huangcun                           |          | ■ 21호선          | 톈허구   |
| 423   | 처베이     | 车陂       | Chebei                             |          | ■ 13호선 (공사중) | 톈허구   |
| 422   | 차베이 남  | 车陂南     | Chebeinan                          |          | ■ 5호선           | 톈허구   |
| 421   | 완성웨이   | 万胜围     | Wanshengwei                        |          | ■ 8호선           | 하이주구 |
| 420   | 관저우     | 官洲       | Guanzhou                           |          | ■ 12호선          | 하이주구 |
| 419   | 대학성 북  | 大学城北站 | Higher Education Mega Center North |          | ■ 12호선          | 판위구   |
| 418   | 대학성 남  | 大学城南   | Higher Education Mega Center South |          | ■ 7호선 ■ 12호선  | 판위구   |
| 417   | 신짜오     | 新造       | Xinzao                             |          |                   | 판위구   |
| 416   | 관차오     | 官桥       | Guanqiao                           | 미개통   | 관차오 북역       | 판위구   |
| 415   | 스치       | 石碁       | Shiqi                              |          |                   | 판위구   |
| 414   | 하이방     | 海傍       | Haibang                            |          | ■ 3호선           | 판위구   |
| 413   | 디충       | 低涌       | Dichong                            |          |                   | 판위구   |
| 412   | 동충       | 东涌       | Dongchong                          |          |                   | 판위구   |
| 411   | 칭성       | 庆盛       | Qingsheng                          |          | 칭성 역           | 판위구   |
| 410   | 황거치처청 | 黄阁汽车城 | Huangge Auto Town                  |          |                   | 난사구   |
| 409   | 황거       | 黄阁       | Huangge                            |          |                   | 난사구   |
| 408   | 자오먼     | 蕉门       | Jiaomen                            |          |                   | 난사구   |
| 407   | 진저우     | 金洲       | Jinzhou                            |          |                   | 난사구   |
| 406   | 페이사자오 | 飞沙角     | Feishajiao                         |          |                   | 난사구   |
| 405   | 광룽       | 广隆       | Guanglong                          |          |                   | 난사구   |
| 404   | 다충       | 大涌       | Dachong                            |          |                   | 난사구   |
| 403   | 탕컹       | 塘坑       | Tangkeng                           |          |                   | 난사구   |
| 402   | 난헝       | 南横       | Nanheng                            |          |                   | 난사구   |
| 401   | 난사커윈강 | 南沙客运港 | Nansha Passenger Port              |          |                   | 난사구   |

## 같이 보기
- 광저우 지하철
- 광저우 지하철 5호선 (동일한 리니어 모터 방식)